# Georges Heylens
Georges Heylens (Etterbeek, 1941. augusztus 8. –) belga válogatott labdarúgó, edző.
A belga válogatott tagjaként részt vett az 1970-es világbajnokságon és az 1972-es Európa-bajnokságon.

## Sikerei, díjai
Anderlecht
- Belga bajnok (7): 1961–62, 1963–64, 1964–65, 1965–66, 1966–67, 1967–68, 1971–72
- Belga kupa (3): 1964–65, 1971–72, 1972–73

Belgium
- Európa-bajnoki bronzérmes (1): 1972